# 狩野敏
狩野 敏（かの びん、1901年（明治34年）4月1日 - 1981年（昭和56年）10月8日）は、日本の右翼活動家。元拓殖大学理事長。狩野を「かのう」と読むものもある。

## 人物・略歴
1919年（大正8年）、静岡県立静岡中学校卒業。1920年（大正9年）、拓殖大学入学。1922年（大正11年）10月、「魂の会」設立。1924年（大正13年）3月、拓殖大学支那語科卒業。同年、日本新聞入社。1925年（大正14年）、静岡市でカフェー経営（〜1930年（昭和5年）4月）。1925年（大正14年）、静岡聖刃社結成。
1930年（昭和5年）、大川周明の思想に共感し、行地社本部で専任事務、機関誌月刊「日本」の編集発行にあたり、その腹心的役割を果たす。。1931年（昭和6年）、民間右翼の大同団結の動きに加わり、八幡博堂、鈴木善一、津久井竜雄らと共に、全日本愛国者共同闘争協議会（日協）を結成。同年3月、日協前衛隊長。1932年（昭和7年）、大川周明が神武会を新たに結成、会頭となるのに伴い、全日本愛国者共同闘争協議会を解消。同年2月、神武会常任中執委員・総務部長。同年9月、同委員長（1935年（昭和10年）2月解散）。
1934年（昭和9年）、満洲東亜経済調査局（〜1945年（昭和20年））。1936年（昭和11年）、興中公司嘱託（〜1941年（昭和16年））。1936年（昭和11年）以降、軍部との繋がりを強め、しばしば支那大陸に渡る。また橋本欣五郎の大日本青年党評議員となる。1939年（昭和14年）、満州炭鉱会社嘱託（〜1943年（昭和18年））。1942年（昭和17年）6月、大政翼賛会興亜局連絡部副部長。1943年（昭和18年）5月、同興亜総本部事業部長。1944年（昭和19年）10月、同訓練部長。同年、東京医療生活協同組合理事。1945年（昭和20年）7月、大日本興亜会総指揮部長。
1948年（昭和23年）2月、公職追放。戦後、右翼総結集の動きに加わると共に「大川周明全集」の刊行に取り組んだ。1952年(昭和27年）、拓殖大学理事（〜1954年（昭和29年））。1965年（昭和40年）4月、拓殖大学理事長（〜1967年（昭和42年）3月）。

## 著書
- 『上申書・大川周明博士の思想的立場と政治的実践』[3]狩野 敏 編 日本国体研究所 1936